# تیم ولنس
تیم ولنس (انگلیسی: Tim Wellens؛ زادهٔ ۱۰ مهٔ ۱۹۹۱) دوچرخه‌سوار اهل بلژیک است.
از باشگاه‌هایی که در آن بازی کرده‌است می‌توان به تیم لوتو–سودال اشاره کرد.